# 앙카시주

앙카시 주의 위치

앙카시주(스페인어: Departamento de Ancash)는 페루 북부에 위치한 주로 주도는 우아라스이며 면적은 35,914.41km2, 인구는 1,039,415명(2005년 기준)이다.
북쪽으로는 라리베르타드 주, 동쪽으로는 우아누코 주와 파스코 주, 남쪽으로는 리마 주, 서쪽으로는 태평양과 접한다. 20개 군과 166개 구를 관할한다.